# Niels Peter Dahl
Niels Peter Lorentsen Dahl, född 1 oktober 1869, död 7 maj 1936, var en dansk politiker.
Dahl blev teologie kandidat 1896 och präst i Brande 1899 och därefter i Sæder 1907. 1913-18 var han medlem av Folketinget och från 1918 av Landstinget. Dahl tillhörde det socialdemokratiska partiet och var kyrkominister i Thorvald Staunings ministär 1924-26, samt åter 1929-35.